# ایوانا کوبیلتسا

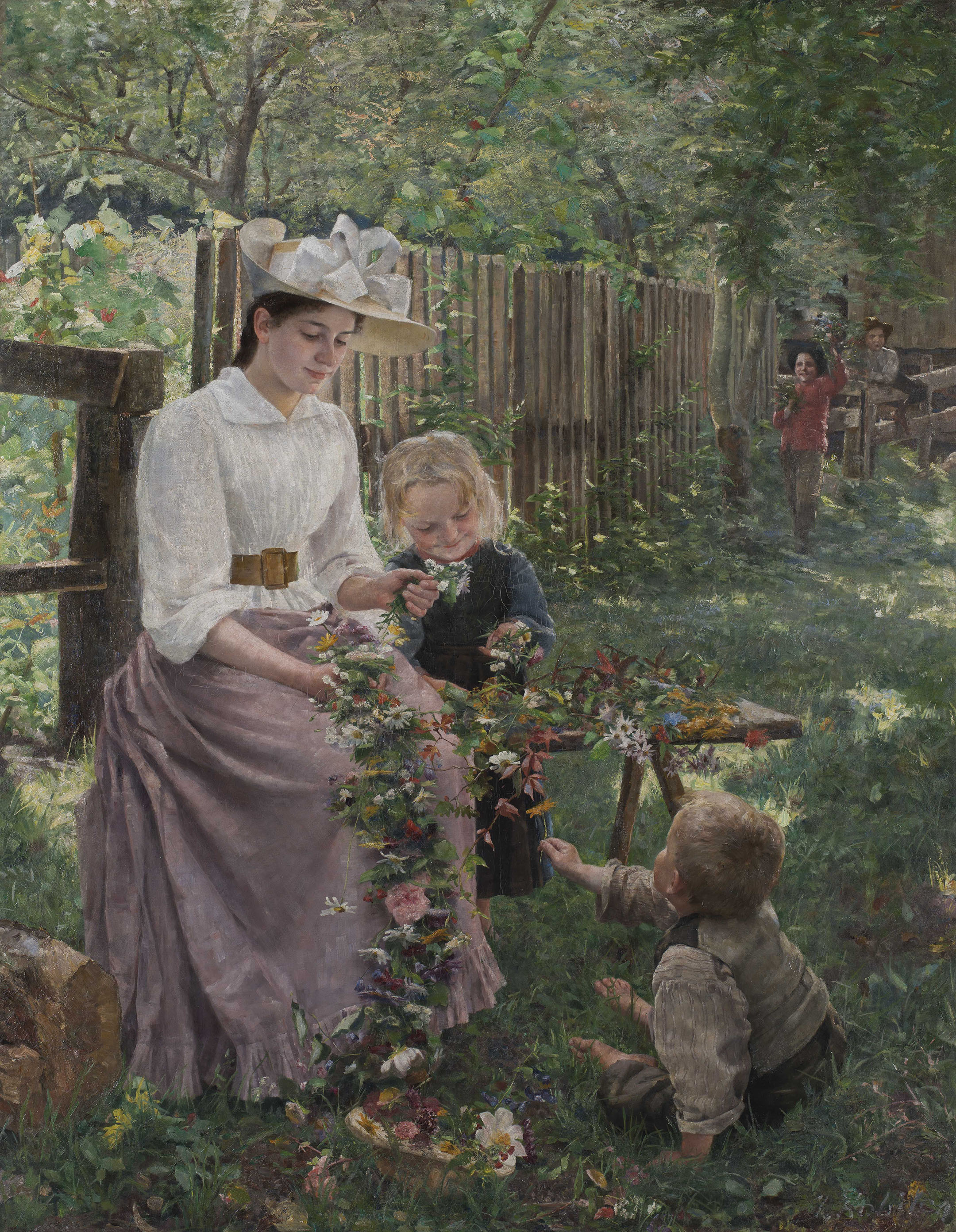
تابستان، ۱۸۸۹

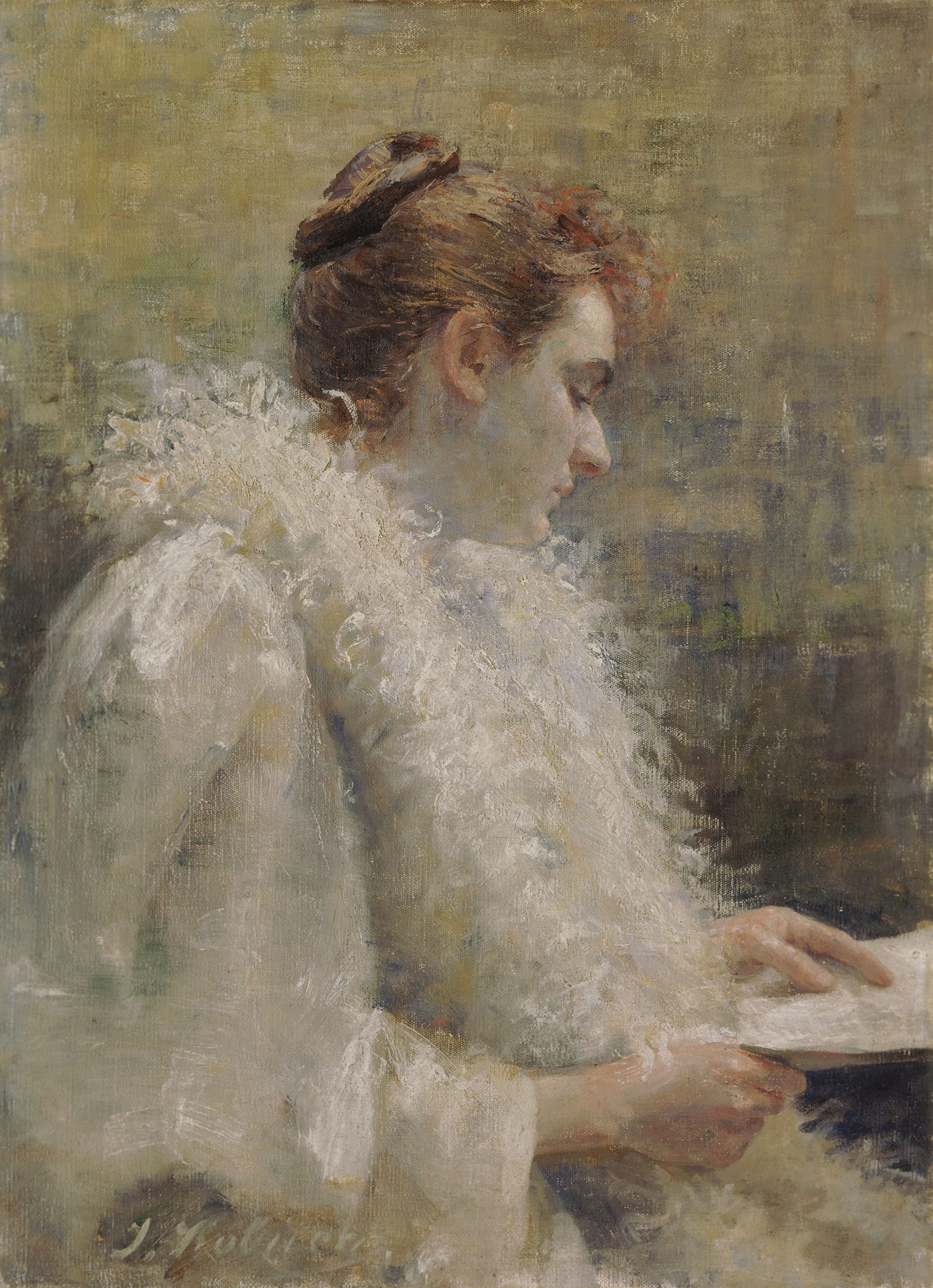
زن پاریسی نامه‌به‌دست، ۱۸۹۳-۱۸۹۲

ایوانا کوبیلتسا (اسلوونیایی: Ivana Kobilca؛ ‏ ۲۰ دسامبر ۱۸۶۱ – ۴ دسامبر ۱۹۲۶) هنرمند و نقاش اهل اسلوونی بود. وی را یکی از برجسته‌ترین نقاشان زن اسلوونی و یک شخصیت کلیدی در هویت فرهنگی این کشور می‌دانند. او یک نقاش واقع‌گرا بود که در وین، مونیخ، پاریس، سارایوو، برلین و لیوبلیانا تحصیل و کار کرد. او عمدتاً نقاشی‌های رنگ روغن و پاستل می‌کشید، اما آثار طراحی اندکی از او به جا مانده است. موضوعات آثارش شامل طبیعت بی‌جان، پرتره‌ها، آثار ژانری، تمثیل‌ها و صحنه‌های مذهبی بودند. او شخصیتی جنجالی بود و به دلیل پیروی از جنبش‌هایی که در دوره‌های بعدی توسعه نیافتند، مورد انتقاد قرار گرفت.

## زندگی‌نامه
ایوانا کوبیلتسا در لیوبلیانا در خاک امپراتوری اتریش به دنیا آمد و از یک خانواده ثروتمند صنعتگر بود. والدینش به آموزش و پرورش اهمیت زیادی می‌دادند. ابتدا او یادگیری نقاشی و همچنین فراگیری زبان‌های فرانسوی و ایتالیایی را در دبیرستان اورسولین در زادگاهش آغاز کرد، و در آنجا از شاگردان ایدا کونل بود. در ۱۶ سالگی همراه با پدرش به وین رفت و در آنجا آثار نقاشی استادان قدیمی را دید و از آن‌ها الهام گرفت. از ۱۸۷۹ تا ۱۸۸۰ در وین تحصیل کرد و نقاشی‌ها را در گالری آکادمی هنرهای زیبای وین کپی کرد و از ۱۸۸۰ تا ۱۸۸۱ در مونیخ به تحصیل ادامه داد. از ۱۸۸۲ تا ۱۸۸۹ تحت سرپرستی آلوئیس الترت به تحصیلات خود ادامه داد. در ۱۸۸۸ برای نخستین بار در یک نمایشگاه عمومی شرکت کرد. در نمایشگاه بعدی در مونیخ، آثار او توسط تاریخ‌نگار برجسته هنر آلمانی، ریشارد موتر دیده و تحسین شد. سپس به لیوبلیانا بازگشت. در ۱۸۹۰ در زاگرب به خلق آثار نقاشی ادامه داد. در ۱۸۹۱ و ۱۸۹۲ در پاریس در مدرسه خصوصی هنری آنری ژروکس نقاشی کرد و عضو افتخاری انجمن ملی هنرهای زیبا شد. در ۱۸۹۲ همچنین در باربیزون نقاشی کرد. در ۱۸۹۳ به لیوبلیانا بازگشت، در ۱۸۹۴ از فلورانس بازدید کرد و از ۱۸۹۷ تا ۱۹۰۵ در سارایوو زندگی کرد. وی از ۱۹۰۶ تا ۱۹۱۴ ساکن برلین بود و سپس مجدداً به لیوبلیانا بازگشت. در زمان مرگش در ۱۹۲۶ در لیوبلیانا، او به عنوان بزرگ‌ترین نقاش زن پادشاهی یوگسلاوی قلمداد می‌شد.

## آثار و مفاهیم آنها
بر اساس منشأ اجتماعی، شیوه زندگی، ایده‌آل‌ها و آثارش، ایوانا کوبیلتسا هنرمندی شهری بود. او یکی از هنرمندان واقع‌گرای اسلوونی بود که مهم‌ترین نقاشی‌های خود را در دهه ۱۸۸۰ خلق کرد. بزرگ‌ترین تکریم ایوانا کوبیلتسا از هنر اسلوونی در زمانی که در خارج از کشور زندگی می‌کرد انجام شد. بیشترین تأثیر او بر نقاشی‌های فیگوراتیو، به‌ویژه پرتره‌ها و نقاشی‌های زندگی مردم عادی در مکان‌های روستایی یا شهری بود. از زمانی که در برلین زندگی می‌کرد، مهم‌ترین سبک او نقاشی‌های طبیعت بی‌جان و گل‌ها بود. آثار اولیه او ویژگی‌های نقاشی‌های استودیویی مونیخ را نشان می‌دهند. تمرکز او بر ارزش‌ها، سایه‌روشن و طراحی بود؛ تنها پاستل‌هایش روشن و گلفام بودند. از سال ۱۸۸۹ به بعد، نقاشی‌های او سبک‌تری به رنگ‌های آبی پیدا کردند که مختص هنر پاریسی آن زمان بود.
در اواخر دهه ۱۸۸۰، بسیاری از هنرمندان تحت تأثیر جنبش امپرسیونیسم قرار گرفتند که در فرانسه با منتهی شدن به کلود مونه، برت موریسو، پیر اگوست رنوآر و دیگران آغاز شد. با این حال، ایوانا کوبیلتسا وفادار به ریشه‌های آکادمیک خود باقی ماند؛ با تمرکز قوی بر مطالعه ارزش‌ها، طراحی و واقع‌گرایی در نقاشی‌های روغنی.
آثار شناخته شده‌ترین ایوانا کوبیلتسا شامل «قهوه‌نوش» (۱۸۸۸)، «زیتریست» (۱۸۸۸)، «زنان اتوکش» (۱۸۹۱)، «دختر هلندی» (۱۸۸۹)، «پرتره خواهر فانی» (۱۸۸۹) و «تابستان» (۱۸۸۹) هستند. آثار او در تمام گالری‌های بزرگ اروپا به نمایش گذاشته شده‌اند.

## گرامیداشت
پس از آنکه اسلوونی از یوگسلاوی استقلال خود را اعلام کرد، تصویری از ایوانا کوبیلتسا اثر رودی شپانزل بر روی اسکناس ۵۰۰۰ تولار اسلوونی قرار گرفت. این اسکناس از دسامبر ۱۹۹۳ تا ژانویه ۲۰۰۷ که یورو جایگزین شد، در گردش بود.